# Secchi (cratère lunaire)
Pour les articles homonymes, voir Secchi.
Secchi est un cratère lunaire situé sur la face visible de la Lune. Il se trouve à l'est de la Mare Fecunditatis et à l'ouest de la Mare Tranquillitatis. Le cratère Secchi est situé au centre du massif montagneux des Montes Secchi qui s'étend vers le nord en direction du cratère Taruntius. Au sud-est du cratère Secchi, des crevasses, dénommées « Rimae Secchi », longent la Mare Fecunditatis.
En 1935, l'Union astronomique internationale a donné, à ce cratère lunaire, le nom du jésuite et astronome italien Angelo Secchi.

## Cratères satellites

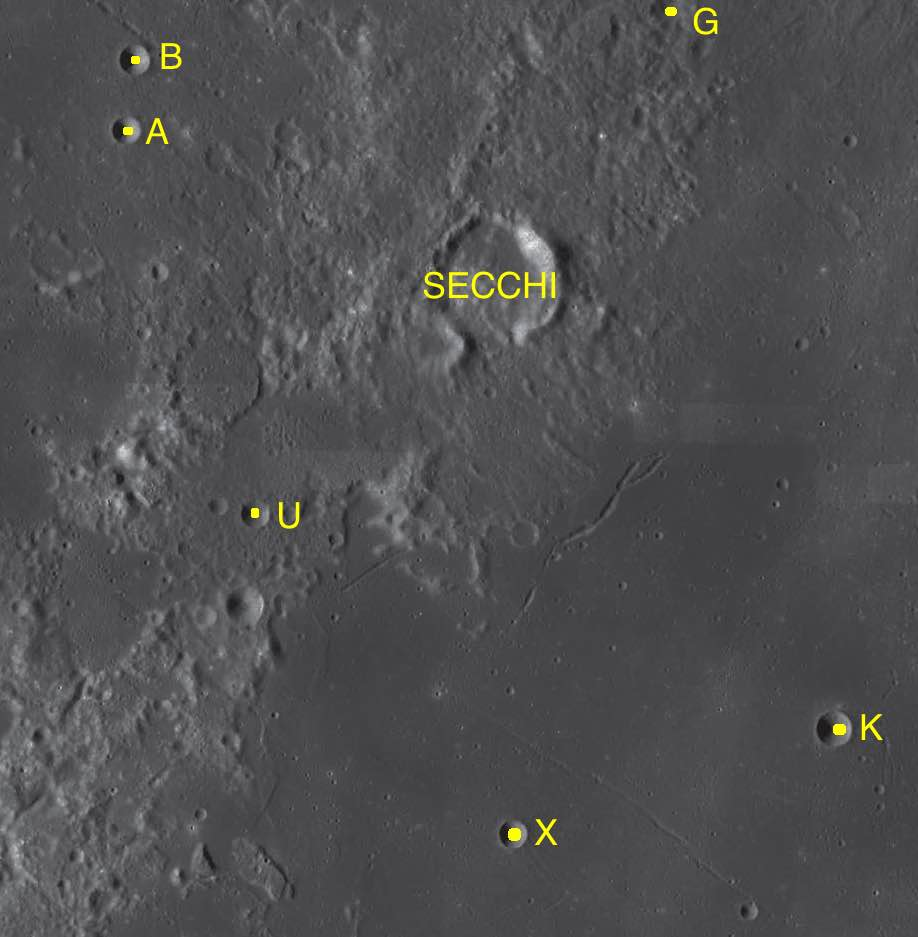
Carte des cratères satellites de Secchi.

Par convention, les cratères satellites sont identifiés sur les cartes lunaires en plaçant la lettre sur le côté du point central du cratère qui est le plus proche de Secchi.
| Secchi | Latitude | Longitude | Diamètre |
| ------ | -------- | --------- | -------- |
| A      | 3.3° N   | 41.5° E   | 5 km     |
| B      | 3.7° N   | 41.5° E   | 5 km     |
| G      | 4.0° N   | 44.6° E   | 8 km     |
| K      | 0.2° S   | 45.4° E   | 3 km     |
| U      | 1.1° N   | 42.2° E   | 6 km     |
| X      | 0.7° S   | 43.6° E   | 6 km     |